# Philipp Daniel Lippert
Philipp Daniel Lippert (Meißen, 2 settembre 1702 – Dresda, 28 marzo 1785) è stato un archeologo e illustratore tedesco.
Lippert fu anche attivo come creatore di statuine.

## Biografia
Lippert iniziò la sua attività lavorando oggetti di pelle; in seguito fu impegnato nella lavorazione del vetro e più tardi divenne maestro modellatore nelle manifatture della porcellana di Meissen, e da Meissen si spostò con le stesse incombenze a Dresda. Qui fino alla sua morte fu sovrintendente alla Skulpturensammlung, la collezione di sculture di Dresda.
La conoscenza con le miscele delle porcellana di Meissen lo aveva spinto a provare a imitare gli impasti antichi; aveva quindi trovato  una particolare sostanza bianca, che sapeva dare un'ottima lucentezza accanto alla vita indistruttibile. Organizzò anche collezione dei suoi calchi in una dattilioteca.
I primi due volumi del catalogo furono pubblicati a Lipsia nel 1755–56 con il testo in latino di Johann Friedrich Christ, e il terzo fu pubblicato a cura di Heyne. L'edizione tedesca uscì nel  1767-68.
Un'altra edizione uscì nel 1805.